# Per Stenberg
Per Erik Stenberg, född 22 april 1905 i Luleå, död 17 juli 1973, var en svensk skeppsbyggare. 
Stenberg, som var son till bryggmästare Gustaf Stenberg och Ingrid Borg, utexaminerades från Kungliga Tekniska högskolan 1928. Han var anställd av Kockums Mekaniska Verkstads AB 1928–1930, blev biträdande varvsingenjör där 1934, varvsingenjör 1945, överingenjör och produktionschef 1950, direktör och produktionschef 1954 samt direktör och konstruktionschef där från 1962. Han tjänstgjorde på marinförvaltningen 1930–1931, på örlogsvarvet i Karlskrona 1931–1934 och blev mariningenjör av första graden i reserven 1940. Han ledde varvsarbeten med ubåtar, jagare och handelsfartyg. Han var ordförande i Svetstekniska föreningens centralstyrelse från 1955, ledamot av Det Norske Veritas tekniska kommitté från 1956, styrelseledamot i Tekniska röntgencentralen från 1963, i Statens skeppsprovningsanstalt från 1963, vice ordförande i svetskommitténs arbetsutskott och ordförande i Skånska Ingenjörsklubbens stiftelse för tekniska museet i Malmö. Han invaldes som ledamot av Kungliga Ingenjörsvetenskapsakademien 1964 och som korresponderande ledamot av Kungliga Örlogsmannasällskapet 1965. Stenberg är gravsatt på Falsterbo gamla kyrkogård.